# Brothers Keepers (Straßenbande)
Die Brothers Keepers (abgekürzt: BK) ist eine Straßenbande, die in Vancouver gegründet wurde. Ursprünglich nur in der Region Vancouver aktiv, ist die Bande heute in ganz Kanada und mehreren nördlichen US-Bundesstaaten aktiv. Die BK hat auch Verbindungen zu transnationalen organisierten Kriminalitätsgruppen wie den Hells Angels aufgebaut. Die Hauptaktivitäten der Bande sind Drogenhandel (insbesondere Heroin), Geldwäsche und Auftragsmord.

## Geschichte

### Gründung
Die Brothers Keepers wurden 2017 von Gavinder „Gavin“ Singh Grewal gegründet. Die meisten ursprünglichen Mitglieder und Anführer der Bande waren ehemalige Mitglieder der Straßenbande „Red Scorpions“ (Rote Skorpione). Grewal benannte die Bande nach einem Zitat der Figur Nino Brown (gespielt von Wesley Snipes) im Film New Jack City aus dem Jahr 1991. Die Bande wird von Punjabi-Kanadiern dominiert.

### Erweiterung
Die Brothers Keepers expandierten über ihr ursprüngliches Territorium in der Region Vancouver hinaus. Mittlerweile hat die Bande eine starke Präsenz auf Vancouver Island. Es ist bekannt, dass die Bande auch in den US-Bundesstaaten Washington, Oregon, Montana und Minnesota aktiv ist. Die Bande hat ihren Einfluss auch durch Bündnisse mit anderen organisierten Kriminalitätsgruppen in Kanada und im Ausland erweitert.

### Tod von Gavinder Singh Grewal
Der Gründer von Brothers Keepers, Gavinder Singh Grewal, wurde am 22. Dezember 2017 von seinem Bruder Manbir tot in seiner Wohnung im North Vancouver aufgefunden. Der Mord bleibt ungelöst.
Der Tod von Gavinder Grewal führte zu Machtkämpfen innerhalb der Brothers Keepers. Mehrere Mitglieder würden die Bande verlassen, um die Kang-Verbrecherfamilie zu gründen.
Im Jahr 2019 veröffentlichte der Drill-Rapper Lolo Lanski (Ekene Anigbo) einen Diss-Track mit dem Titel „DEDMAN“, in dem er die Brothers Keepers und den verstorbenen Gavinder Grewal verspottet. Ein Abschnitt des Liedes enthält Auszüge aus dem Notruf von Gavinders Bruder Manbir, nachdem er seine Leiche gefunden hatte. Die Polizei von Vancouver leitete eine Untersuchung ein, um herauszufinden, wie Anigbo an die Notrufaufzeichnung gelangte. Anigbo wird mit der Verbrecherfamilie Kang in Verbindung gebracht, einem historischen Feind der Brothers Keepers.

### Konflikte mit anderen Banden
Die Brothers Keepers stehen im Konflikt mit der „United Nations“ Bande und der Verbrecherfamilie Kang.
Am 18. Oktober 2018 wurde Mandeep Grewal, Bruder des Brothers Keepers-Gründers Gavinder Grewal, vor einer Bank in Abbotsford erschossen.
Im April 2019 wurde Daniel Grewal, der Cousin von Gavinder Grewal, im Norden von Surrey ins Bein geschossen. Es kam zu einer Verfolgungsjagd, die mit der Festnahme von fünf Verdächtigen durch die Polizei endete. Seit den Festnahmen wurden vier der fünf Männer ermordet: Austin Grewal (26. April 2019), Iqubal Grewal (16. September 2020), Julian Moya Cardenas (7. Januar 2022) und Kevin Allaraj zusammen mit seinem Mitarbeiter Jeevan Saepan (4. Juni 2022).
Am 7. Januar 2021 wurde Anees Mohammed, ein Drogendealer, der sowohl mit den Brothers Keepers als auch mit der Wolfpack Alliance in Verbindung steht, bei einer Schießerei in Richmond ermordet. Die Polizei geht davon aus, dass die Schießerei eine Vergeltung für die Ermordung von Gary Kang (einem Mitglied der Verbrecherfamilie Kang) am Tag zuvor war.
Am 17. April 2021 wurde Harb Singh Dhaliwal, Mitglied der Brothers Keepers, vor Carderos Restaurant in Vancouver erschossen. Harb Dhaliwals Bruder Meninder und ein weiterer Mann verfolgten den Angreifer und stachen wiederholt auf ihn ein. Der Angreifer, Francois Gauthier, wurde im Juni 2022 zu lebenslanger Haft verurteilt. Meninder Dhaliwal wurde später zusammen mit Satindera Gill im Juli 2022 in Whistler erschossen.
Die Brüder und BK-Mitglieder Jaskeert Singh und Gurkeert Singh Kalkat wurden im Mai 2021 im Abstand von nur neun Tagen ermordet. Jaskeert war ein Verdächtiger der Ermordung des United Nations-Bandenmitglieds Karman Singh Grewal am 10. Mai 2021 am Vancouver International Airport.
Am 8. Februar 2022 wurde Juvraj Jabal, Mitglied der Brothers Keepers, erschossen. Am 10. Februar erlag er seinen Verletzungen. Bei seiner Ermordung handelte es sich vermutlich um eine Vergeltung für die Ermordung des United Nations Bandenmitglieds Jimi „Slice“ Sandhu, der Anfang des Monats in einer Beachvilla in Phuket, Thailand, angeschossen wurde. Der ehemalige kanadische Armee Korporal Matthew Dupre würde 2024 an Thailand ausgeliefert und wegen der Ermordung von Sandhu verurteilt.
Am 12. September 2022 wurde Sameh Ali Mohammed, Mitglied der Brothers Keepers, in Brampton, Ontario, erschossen. Die Polizei spekulierte, dass Mohammeds Ermordung eine Vergeltung für die Ermordung des United Nations Bandenmitglieds Arman Dhillon in Oakville im Monat zuvor war.
Im Januar 2024 wurde der mit den Brothers Keepers verbundene Rapper T-Sav (Tyrel Nguyen) zu lebenslanger Haft verurteilt, weil er Randeep „Randy“ Kang, ein Mitglied der Verbrecherfamilie Kang, und den Universitätsstudenten Jagvir Singh Malhi ermordet hatte.

## Verbündete
Die Brothers Keepers sind mit den Independent Soldiers und den Hells Angels verbündet. Hochrangige Mitglieder der Brothers Keepers nahmen an der Beerdigung von Suminder „Allie“ Grewal, Mitglied der Hells Angels, teil, nachdem dieser am 2. August 2019 in einer Starbucks-Durchfahrtsstraße im Süden von Surrey erschossen worden war.
Die Brothers Keepers haben auch eine enge Beziehung zu den Driftwood Crips, die im Torontoer Viertel Jane and Finch ansässig sind. Mehrere mit den Driftwood Crips verbundene Rapper haben in verschiedenen Rap-Songs Anspielungen auf die Brothers Keepers gemacht.